# عیسی حبیب بیگلی
عیسی حبیب بیگلی (زاده ۱۶ اکتبر ۱۹۴۹) آکادمیسین، نایب رئیس آکادمی ملی علوم آذربایجان، رئیس کمیته علوم و آموزش مجلس ملی جمهوری آذربایجان، مدیر انستیتوی ادبیات «نظامی گنجوی» آکادمی ملی علوم آذربایجان است.

## تحصیلات
دانشکده زبانشناسی دانشگاه دولتی نخجوان (فارغ‌التحصیل با درجه ممتاز). ۱۹۶۷ تا ۱۹۷۱
تحصیلات تکمیلی در انستیتوی ادبیات «نظامی گنجوی» آکادمی ملی علوم آذربایجان (۱۹۷۴ الی ۱۹۷۸).

## شاخص‌های اصلی فعالیتهای علمی
وی نویسنده ۸۹ کتاب، ۱۴۲۸ مقاله و ۲۱۲ مقاله علمی است که در خارج از کشور منتشر شده‌است.

## آثار و کتاب‌ها
- ۱۲ تک نگاره، یک کتاب درسی، دو وسایل آموزشی، ۱۸ بروشور، ۲۶ کتاب تألیف (مجموعاً ۸۹). او سرپرست علمی ۲۹ کاندیدای رشته علوم و ۴ دکترا بود.

آثار وی علاوه بر زبان آذربایجانی، در زبانهای انگلیسی، فرانسوی، روسی، ترکی، عربی، فارسی، اردو، بلغاری، مجارستانی، لیتوانیایی و غیره چاپ گردیده‌است.
- سفرهای رسمی به ایالات متحده، انگلیس، چین، فرانسه، روسیه، ترکیه، آلمان، کره جنوبی، اسپانیا، ایران، عراق، بلغارستان، اتریش، مصر، تونس، اوکراین، پاکستان، مجارستان، قزاقستان، گرجستان، مغولستان و سایر کشورها داشته و به ارایه گزارش‌های علمی در سمپوزیوم‌ها، کنگره‌ها و همایش‌های بین‌المللی پرداخته‌است.
- موضوع پایان‌نامه برای درجه کاندیدای علوم (PhD): اشعار عاشقانه آذربایجانی در اوایل قرن بیستم - ۵۷٫۱۵٫۰۱ - نظریه ادبی
- موضوع پایان‌نامه دکتری: جلیل محمدقلی زاده: محیط و معاصران او -۵۷۱۶٫۰۱- تاریخ ادبیات آذربایجان؛
- به عنوان عضو ناظر آکادمی ملی علوم آذربایجان انتخاب شد: ۲۰۰۱- نام رشته: ادبیات آذربایجان
- به عنوان عضو اصلی آکادمی ملی علوم آذربایجان انتخاب شد: ۲۰۰۳- نام رشته: ادبیات‌شناسی
- دستاوردهای اصلی علمی: مطالعه و بررسی مراحل و مشکلات ادبیات آذربایجان در سده‌های نوزدهم و بیستم و میراث جلیل محمدقلی زاده، محمدتقی صدقی، عینعلی بیگ سلطان اف و محمدآقا شاهتختینسکی؛
- بررسی مشکلات نظری و شاعرانگی شعرهای عاشقانه؛ مفهوم گاهشناسی و مراحل توسعه ادبیات آذربایجان؛ مطالعات نظری در مورد طنز؛ مشکلات واقعی نظریه ادبی.[۲]

## مسئولیت‌ها
- معاونت امور علمی رئیس دانشگاه دولتی نخجوان (۱۹۹۱–۱۹۹۶)؛
- رئیس دانشگاه دولتی نخجوان (۱۹۹۶–۲۰۱۳)؛
- نایب رئیس آکادمی ملی علوم آذربایجان (از سال ۲۰۱۳)؛
- مدیر انستیتوی ادبیات «نظامی گنجوی» آکادمی ملی علوم آذربایجان (از سال ۲۰۱۳).

## عضویت در سازمانهای علمی کشوری، منطقه‌ای و بین‌المللی
- عضو ناظر پژوهشگاه فرهنگ، زبان و تاریخ آتاتورک (۱۹۹۹)،
- عضو کمیسیون جایزه دولتی جمهوری آذربایجان،
- عضو شورای هماهنگی آذربایجانی‌های جهانی (۲۰۰۱)،
- عضو آکادمی بین‌المللی اطلاع‌رسانی وابسته به سازمان ملل متحد (۲۰۰۶)،
- عضو هیئت تحریریه «مجله علمی بین‌المللی» چاپ مسکو (۲۰۰۸).[۳]

## فعالیت‌های اجتماعی و سیاسی
- - نماینده مجلس عالی جمهوری خودمختار نخجوان (۱۹۹۸–۲۰۰۵).
- - نماینده مجلس ملی جمهوری آذربایجان (از سال ۲۰۰۵).
- - رئیس کمیته علوم و آموزش مجلس ملی (از سال ۲۰۱۵).
- - رئیس کمیسیون توپونیمی مجلس ملی (از سال ۲۰۱۵).
- - عضو شورای سیاسی حزب "آذربایجان نوین"
- - رئیس کمیسیون منشور آکادمی ملی علوم آذربایجان (از سال ۲۰۱۳).
- - سردبیر مجله "اخبار" آکادمی ملی علوم آذربایجان
- - سردبیر مجلات "مجموعه ادبیات"، "Poetika.izm"، "روابط ادبی" انستیتوی ادبیات "نظامی گنجوی"
- - رئیس شورای پایان‌نامه انستیتوی ادبیات "نظامی گنجوی" آکادمی ملی علوم آذربایجان.[۴]

## عناوین افتخاری و جوایز
- - دیپلم افتخاری وزارت آموزش و پرورش (۱۹۹۹)
- - عنوان دانشمند برگزیده جمهوری آذربایجان (۱۹۹۹)
- - عنوان "دوست افتخاری دانشگاه آنکارا" (۱۹۹۹)
- - عنوان "شخصیت سال" از سوی انستیتوی بیوگرافی آمریکا (۲۰۰۱)
- - جایزه "برات خدمات برتر" مؤسسه زبان ترکیه، (۲۰۰۴)
- - جایزه "نشان افتخاری" (۲۰۰۷)
- - نشان "لیاقت" (۲۰۰۹)
- - دیپلم "نخبگان دنیای اطلاعات" آکادمی بین‌المللی اطلاع‌رسانی و مدال "سرپرست محور علمی" (۲۰۰۹)
- - جایزه نمادی مؤسسه فرهنگ و هنر اوراسیا ترکیه (۲۰۰۹)
- - جایزه بنیاد فرهنگ و هنر "حسین غازی" جمهوری ترکیه (۲۰۰۹)
- - دیپلم افتخاری مجلس عالی جمهوری خودمختار نخجوان (۲۰۰۹)
- - دیپلم افتخاری آکادمی ملی علوم آذربایجان (۲۰۰۹)
- - جایزه "سرپرست محور علمی توسعه ادبیات آذربایجان و اندیشه علمی و ادبی پیشرفته در جمهوری آذربایجان در قرن‌های ۱۹ و ۲۰" آکادمی بین‌المللی اطلاع‌رسانی (۲۰۰۹)